# داکار (بازیگر)
داکار (انگلیسی: Dakar؛ ‏ ۹ ژوئیهٔ ۱۹۲۱ – ۱۴ سپتامبر ۲۰۰۴) بازیگر و کشتی‌گیر حرفه‌ای اهل پرو بود.
از فیلم‌ها یا برنامه‌های تلویزیونی که وی در آن نقش داشته است، می‌توان به پیرنو دوباره می‌تازد، ارواح مردگان، آتور شکست‌ناپذیر، زامبی ۲، پاپایا، الهه عشق آدمخواران، دزدان دریایی مالزی و دو مافیا علیه پنجه‌طلایی اشاره کرد.